# Фишеринг (замок)
Фишеринг (нем. Burg Vischering) — средневековый замок в северной части города Людингхаузен в административном округе Мюнстер в земле Северный Рейн-Вестфалия, Германия. По своему типу относится к замкам на воде. В XVI веке комплекс был почти полностью перестроен, однако сохранил функции сильной крепости. Один из старейших и наиболее хорошо сохранившийся из многочисленных замков Мюнстерланда.
Укрепление было основано по распоряжению епископа Мюнстера во второй половине XIII века. Вскоре замок был передан в управление семье Дросте цу Фишеринг. Со временем Фишеринг стал родовым замком для семьи Дросте цу Фишеринг, причём представители этой дворянской семьи и поныне остаются владельцами замка. Название Фишеринг стало использоваться как основное имя замка только во второй половине XIV века. После масштабного пожара 1521 года комплекс оказался почти полностью разрушен. Перестройка прежней крепости в стиле ренессанс завершилась к 1580 году. После того как владельцы перенесли в 1690 году свою главную резиденцию в замок Дарфельд, комплекс Фишеринг стал приходить в упадок. Несколько веков здесь размещались склады и мастерские.
Во время Второй мировой войны замок получил значительные повреждения. Долгое время он оставался заброшенным, однако в 1970-е годы власти Людингхаузена выделили средства на восстановление и реставрацию резиденции. Предполагалось превратить Фишеринг в региональный культурный и общественный центр. Основные работы завершились в середине 1980-х годов.
Торжественное открытие отреставрированного комплекса состоялось 8 октября 1986 года. Фишеринг был признан памятником архитектуры. Сейчас здесь располагается музей Мюнстерланда.

## История

### Ранний период
Замок был основан в XIII веке, причиной для основания стали территориальные конфликты между епископом Мюнстера Герхардом фон дер Марком и владельцами поселения Людингхаузен — рыцарями Германом I и его братом Бернхардом. Они построили замок Вольфсберг немного к югу от епископского замка Людингхаузен - без согласования с епископом. Около 1271 года епископ Герхард фон дер Марк основал Фишеринг на берегу реки Штевер совсем рядом с Вольфсбергом, чтобы обезопасить свои владения от мятежных братьев. 
Согласно документу от 25 июля 1271 года, епископ Мюнстера передал окрестные земли в ленное владение министериалу Альберту III фон Вульфхайму (1268–1315) с правом передачи по наследству. К тому моменту семья фон Вульфхайм находилась на службе у мюнстерских епископов уже около ста лет. По названию самой ранней родовой собственности (которая находилась недалеко от Лембека), члены семьи именовались фон Дростен. Документ о ссуде доказывает, что Фишеринг планировался как особый епископский замок с персональными покоями для главы епархии Мюнстера. Тем не менее, расширение крепости до такого статуса так и не состоялось, однако епископ прислал в замок своего капеллана, привратника и охранников.
Со временем фамилия фон Вульфхайм оказалась полностью вытеснена из документов именем фон Дросте — после 1309 года фон Вульфхайм больше нигде не упоминается. Примерно с 1455 года представители семьи фон Дросте, проживавшие в замке, стали прибавлять к фамилии название замка, так закрепилось родовое имя Дросте цу Фишеринг. Считается, что основной причиной стало желание отличаться по другой ветви рода, существовавшей с 1414 года. Тогда два брата, Генрих и Иоганн, разделили семейную собственность и образовали две родственные линии. В соглашении упоминается и замок Фишеринг. 
По всей вероятности, средневековый комплекс в то время оставался зданием без единого окна во внешних стенах. Там имелись только узкие бойницы. При этом комплекс зданий не позднее середины XIV века уже сформировал внутренний двор. Раздел семейной собственности сопровождался неоднократными залогами и продажами, особенно во время конфликтов в Мюнстере вокруг епископской кафедры в период с 1450 по 1457 год. 
Глава княжества Мюнстер Герхард II фон Морриен ауф Нордкирхен в XV веке формально оказался владельцем всех имущественных прав на замок Фишеринг, а после того, как его дочь Ричмонд вышла замуж за Хайденрайха Дросте фон Фишеринга в 1473 году, замок был возвращён роду фон Дросте.

### Эпоха Ренессанса
В 1521 году главные здания замка оказались почти полностью разрушены в ходе сильного пожара, но вскоре Иоганн фон Дросте цу Фишеринг начал восстанавливать резиденцию. Поначалу началось восстановление западного крыла, при этом строения были принципиально иными, чем прежде, теперь строительство велось в стиле ренессанс. Кроме того, здания стали на один этаж выше, чем прежде. До завершения работ, которые затянулись на десятилетия, Иоганн не дожил (он умер около 1540 года). 
Основные работы завершились в 1552 году. Ими руководил Дросте цу Фишеринг, Хайденрайх (1508–1588), герб которого можно найти на фасаде внутреннего двора вместе с гербом его супруги Яспары, урождённой фон Хоберг цу Кальденхове. 
Теперь во внешних стенах появились настоящие окна, были частично снесены объекты форбурга, частично оборонительные функции главного замка снизились, однако в целом это была всё ещё очень серьёзная крепость.  Строительство лестничной башни завершилось к 1580 году. Потомки постарались украсить фасады здания различными элементами (в том числе эркерами).

### XVII-XIX века

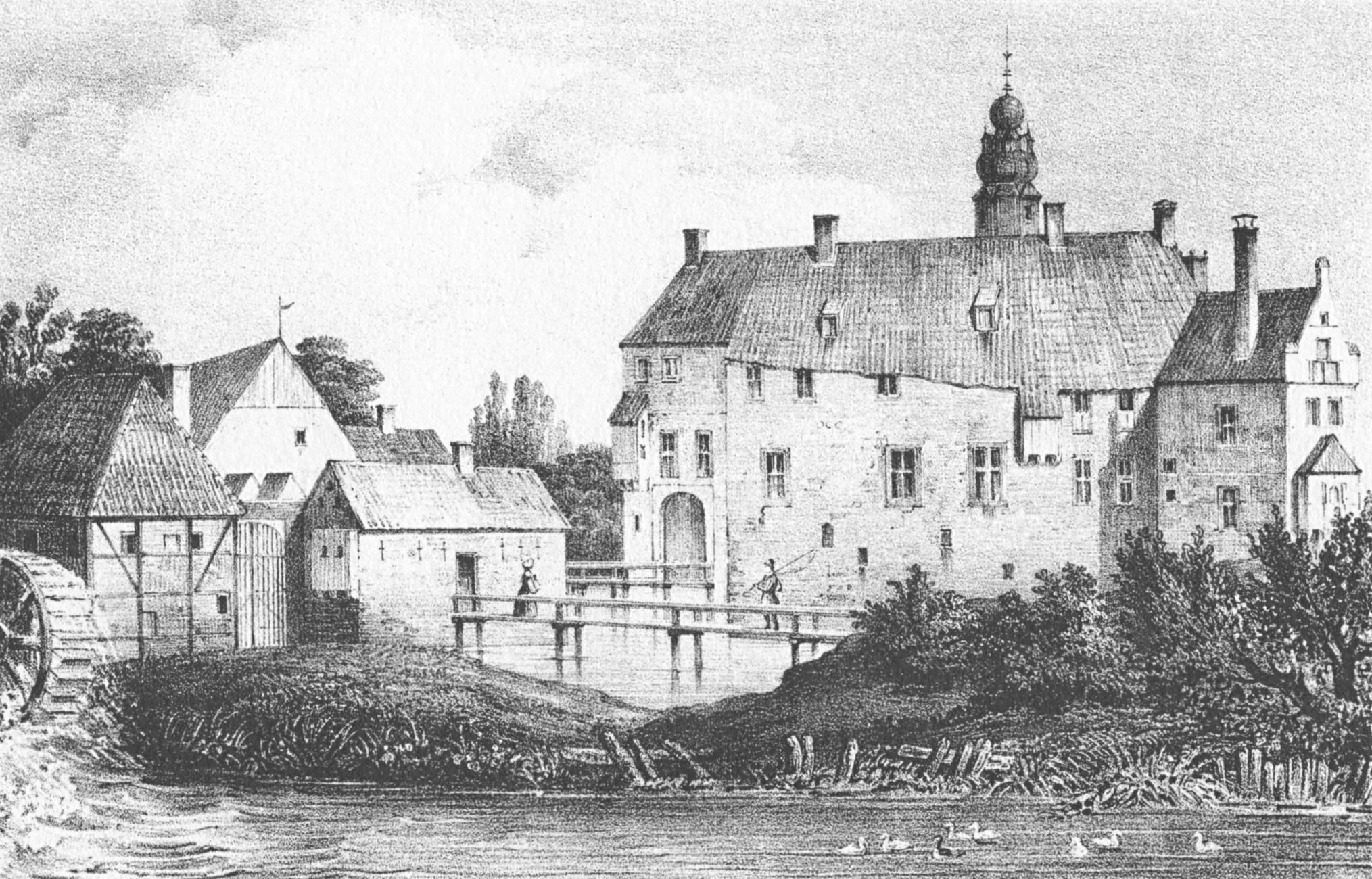
Замок на рисунке 1840 года

Во время Тридцатилетней войны в 1633 году замок был ненадолго оккупирован гессенскими солдатами.
Во время правления Кристофа Хайденрайха Дросте цу Фишеринга замок перестал быть ключевой резиденцией семьи. По делам службы Кристоф проводил много времени в Ахаусе и Хольтвик (Розендаль). 
В 1690 году, после смерти дяди, Кристоф стал собственником замок Дарфельд. Вскоре он сделал эту крепость своей главной резиденцией. Впоследствии замком Фишеринг управлял один из арендаторов, который сам очень редко здесь бывал. Неудивительно, что за годы, прошедшие после переезда семьи фон Дросте, в Фишеринге не проводилось никакого ремонта. Замок обветшал, ситуация изменилась только в 1720 году, когда по воле Кристофа Хайденрайха частично реконструировали фасады Фишеринга. Следующие, хоть и скромные, перемены произошли только в XIX веке. 
Род Дросте цу Фишеринг с 21 января 1670 получил титул баронов,  в 1826 году указом короля Пруссии Фридриха Вильгельма III представители семьи получили право титуловаться графами. Первым этой чести удостоился Адольф Хайденрайх Дросте цу Фишеринг. 
Замок обрёл статус графской резиденции после того, как 30 октября 1893 года Максимилиан Дросте цу Фишеринг переехал в Фишеринг со своей супругой Софи фон Вальдбург-Цайль фон Дарфельд. Отныне здесь вновь закипела жизнь. Чтобы сделать замок более уютным, супруг провели внутри обширные работы. В частности, стены первого этажа были отделаны деревянными панелями в стиле историзма.

### Реконструкция, разрушение и новое восстановление
Лето 1911 и 1912 годов выдалось очень засушливым, уровень воды резко снизился, это привело к ослаблению свайного фундамента. Весь замковый комплекс мог обрушиться. На фасадах образовались трещины шириной до 15 см. К счастью, несущие стены устояли, однако в период с 1927 по 1929 год владельцы комплекса провели масштабные укрепительные работы. Установка железобетонных элементов и радиальных анкеров обеспечила значительное усиление фундамента. Работами руководил Георг Рют, который также принимал участие в реставрации Майнцского собора.
В ноябре 1944 года во время Второй мировой войны рядом с замком взорвалась мощная авиабомба. Взрывная волна серьёзно повредила комплекс. Несколько зданий, в частности, мельница, оказались полностью разрушены. Пострадали мост, ведущий к замку, главные ворота и эркер. Кроме того, частично обрушились потолочные балки в рыцарском зале. 
Первые восстановительные работы проводились уже в период с 1948 по 1952 год. Отремонтировали арку подъёмного моста и восстановили разрушенную сторожку. В 1962 году начался второй этап восстановительных работ.
В 2016 году власти земли Северный Рейн-Вестфалия выделили значительные средства на реставрацию замка, очистку прудов и благоустройство окружающих территорий. Постоянная экспозиция в замке Фишеринг была полностью переработана. Работы продолжались 18 месяцев и обошлись примерно в 9,6 миллиона евро. Торжественное открытие обновлённого комплекса состоялось 4 февраля 2018 года.

## Описание
С XIII века главный замок был окружен кольцом стен толщиной 1,6 метра. Высота отдельных участков достигала 10 метров. Около двух третей внешних стен одновременно служили задней частью внутренних зданий. Между южным и западным крыльями находится восьмиугольная лестничная башня. Верхний и нижний замки впоследствии обрели общую общей кольцевую стену с внешним рвом. Окружающие крепость луга в случае опасности с помощью специальных плотин могли быть затоплены. У входа в замок с западной стороны была отдельная система прудов, рвов и валов, которые не сохранились. С северной стороны находятся остатки земляного бастиона, созданного в XVI века. Густо засаженный внешний вал огибает замковый комплекс с юга и востока широкой дугой, которая частично сопровождается рвом, а частично притоком реки Стевер.

## Современное использование
Замковый комплекс в настоящее время служит культурным центром района Косфельд. Здесь расположен музей региона Мюнстерланд, а также регулярно проходят концерты и лекции. Помещения на верхнем этаже здания Remisenbau используются для выставок. Экспозиции посвящённые современному искусству региона чередуются с вернисажами всемирно известных художников. Например таких как Эдуардо Чиллида. 
Ежегодно мероприятия и постоянные экспозиции в замке Фишеринг посещают 80 000 посетителей. В бывших конюшнях замка для удобства туристов работают кафе и бистро.

## Галерея

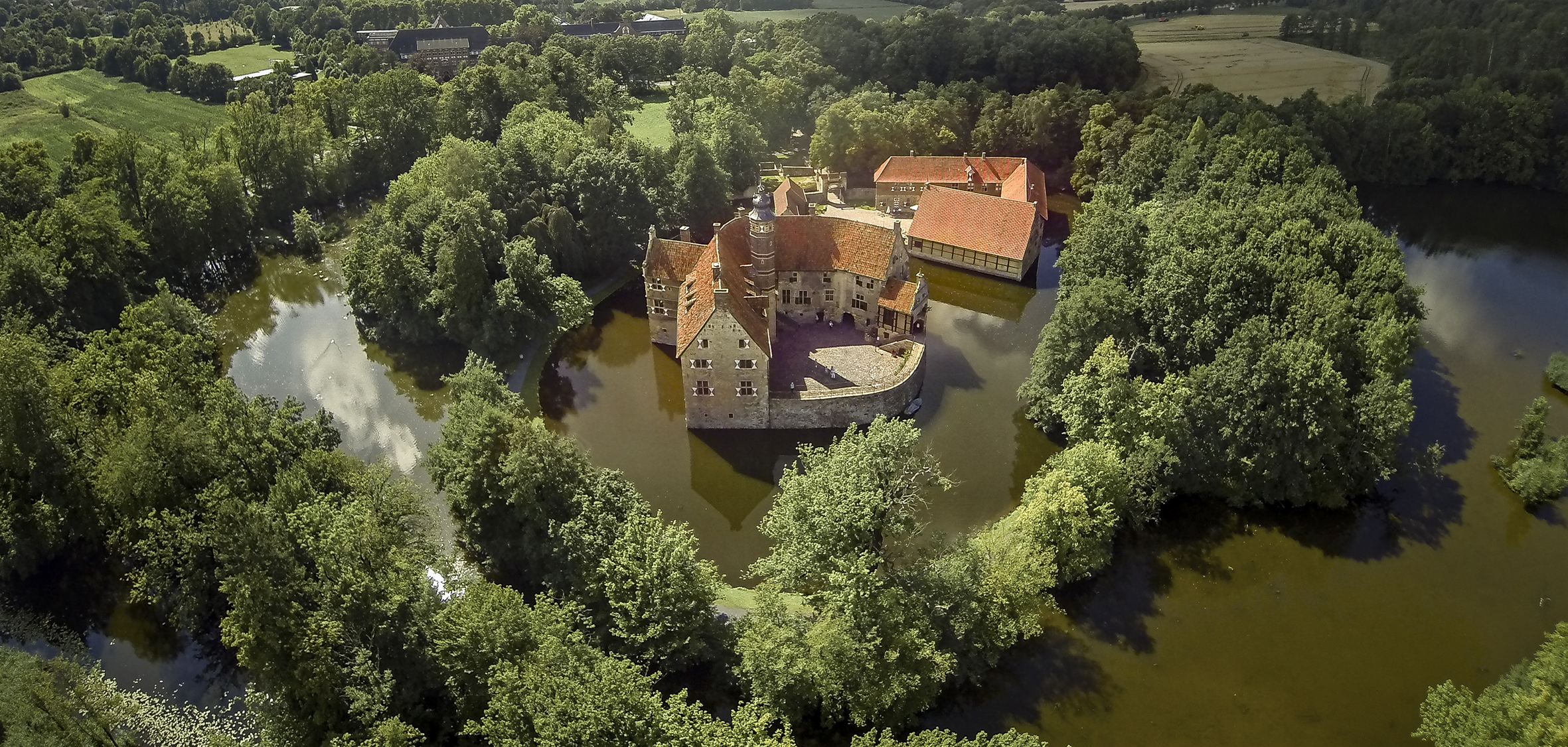
Вид замка с высоты
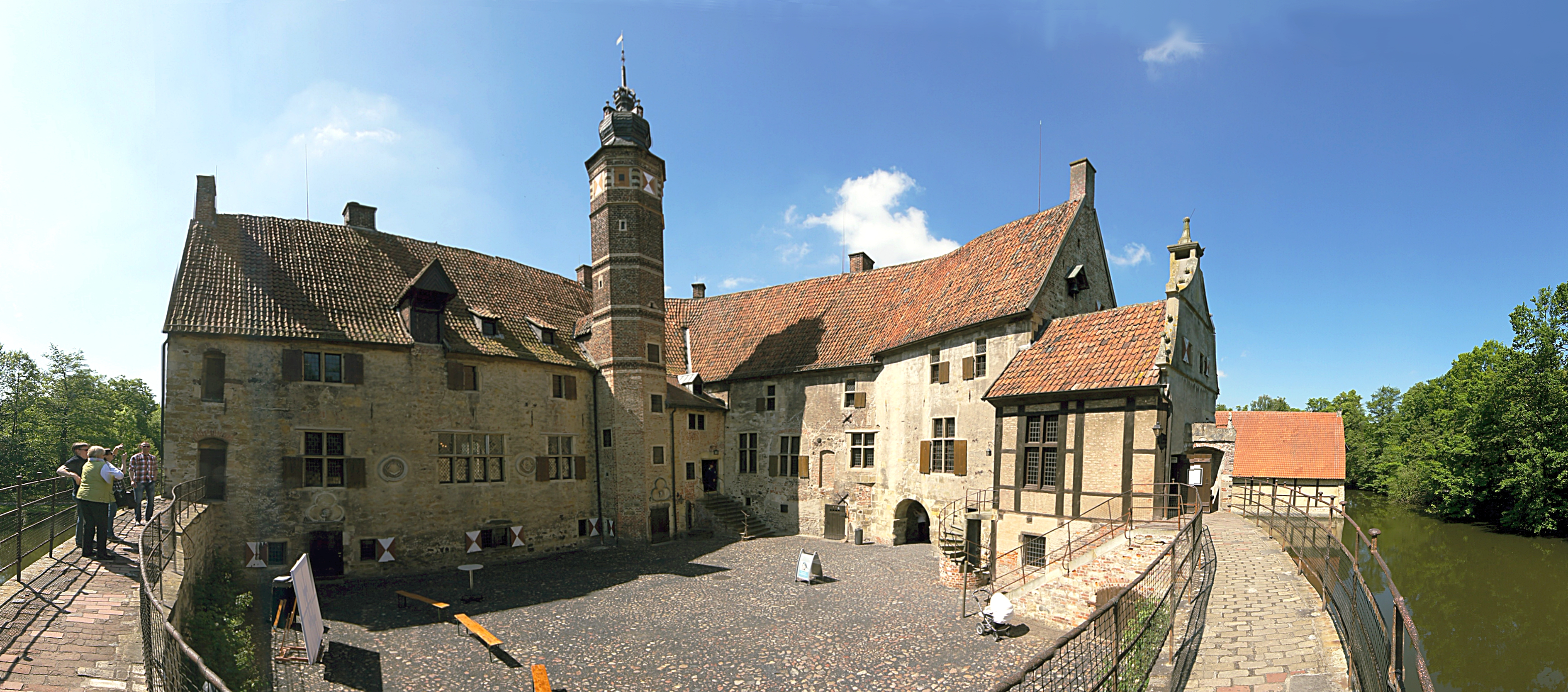
Внутренний двор замка
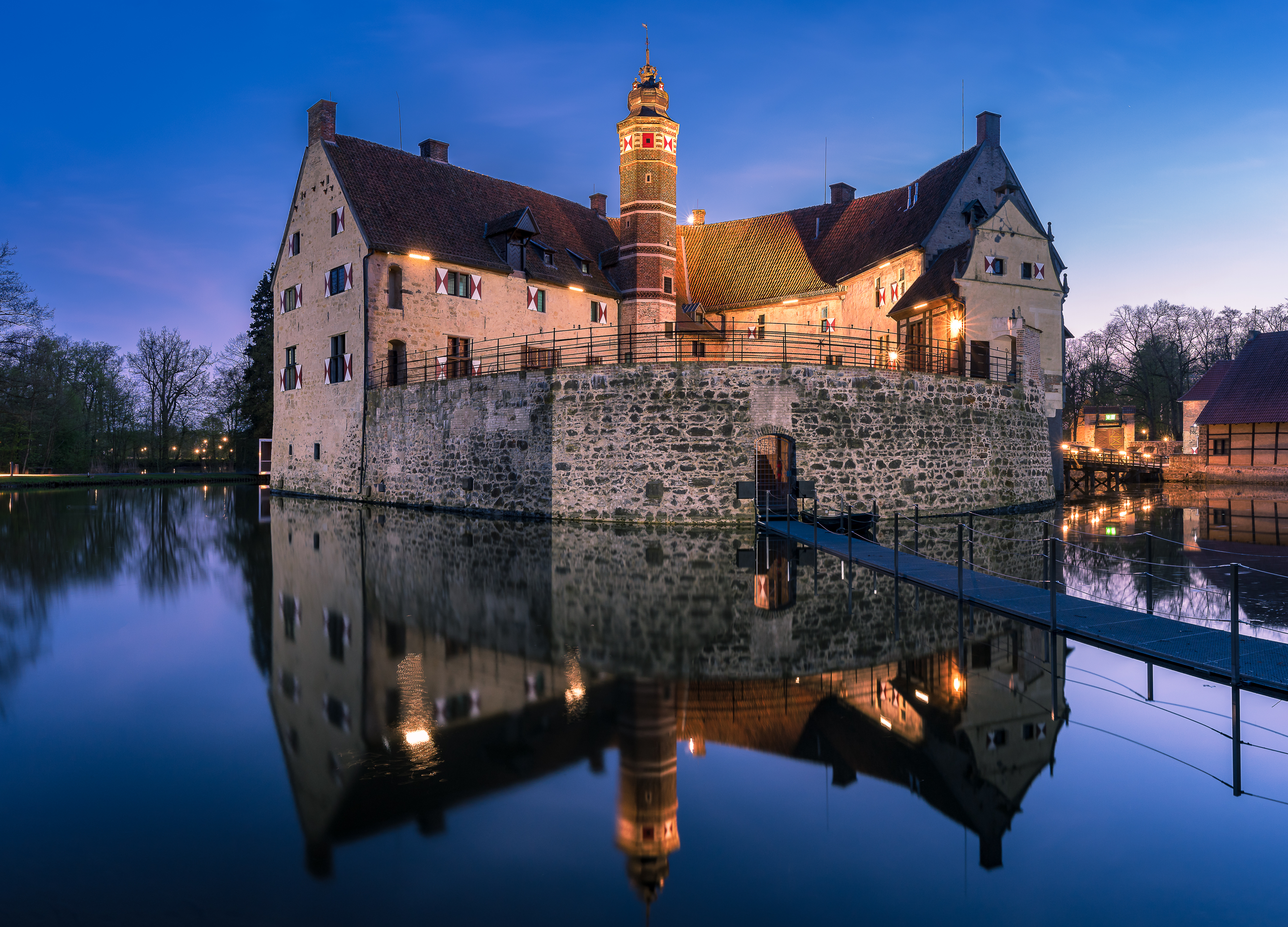
Ночная подсветка комплекса
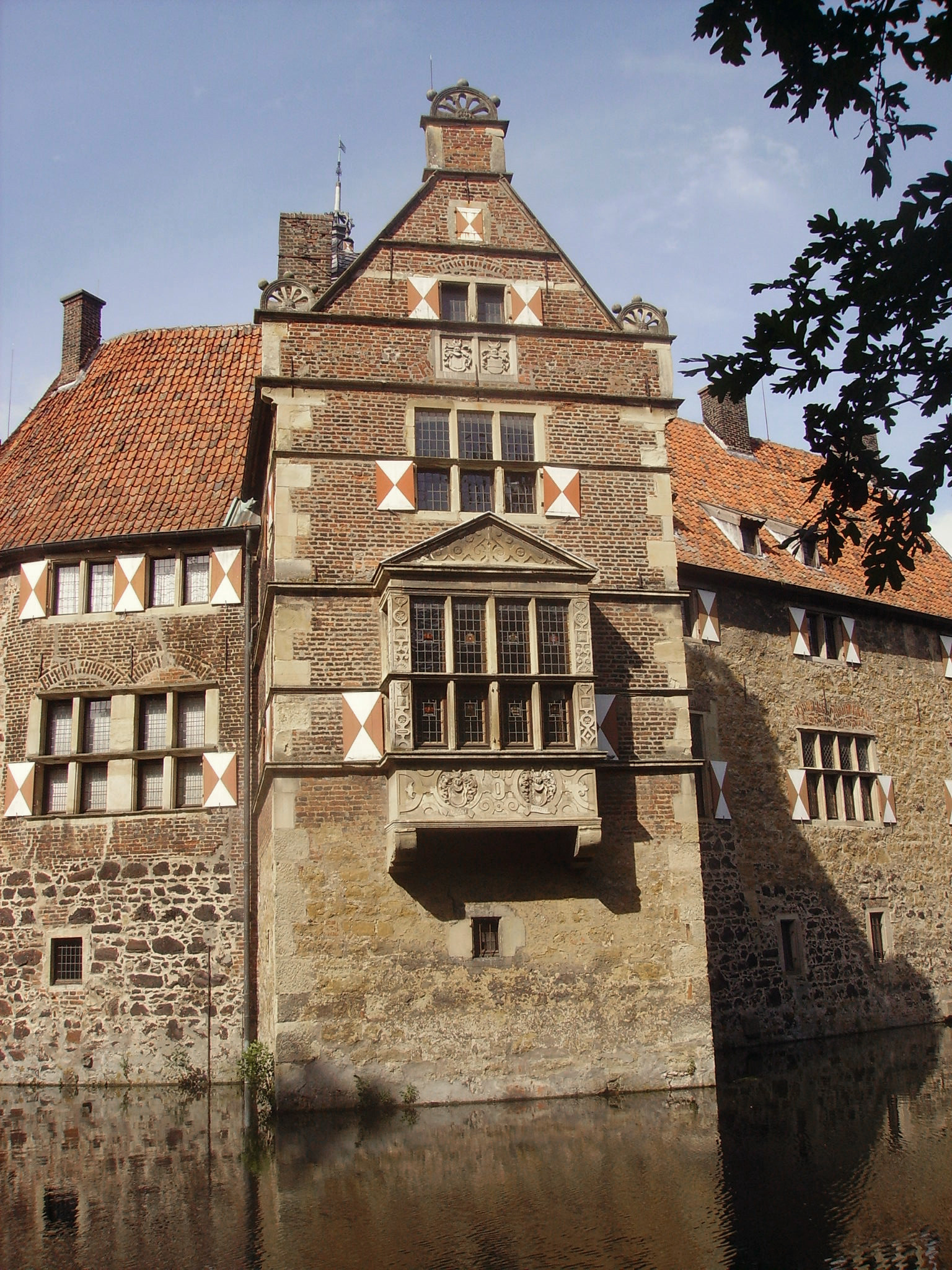
Фрагмент замка с эркером
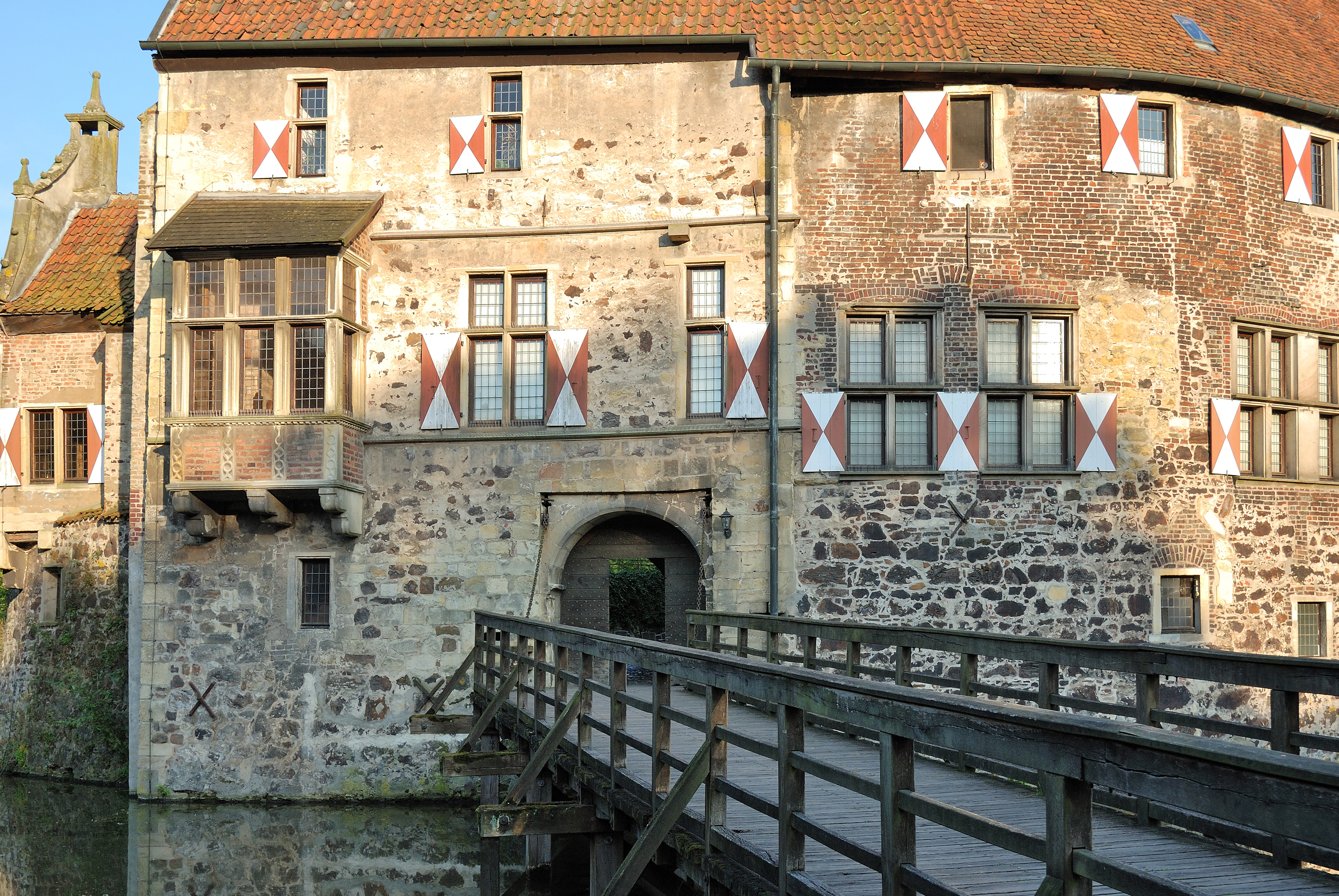
Мост, ведущий к замку